# Francesco Vescovi
Francesco Vescovi (nacido el 10 de octubre de 1964 en Varese, Italia)  es un exjugador italiano de baloncesto. Con 2.00 de estatura, su puesto natural en la cancha era el de alero.

## Equipos
- 1980-1993 Pallacanestro Varese
- 1993-1994 Pistoia Basket
- 1994-1996 Pallacanestro Varese
- 1996-1997 Fortitudo Bologna
- 1997-1998 Pistoia Basket
- 1998-2004 Pallacanestro Varese
- 2004-2005  Robur Varese

## Palmarés
- LEGA: 1

Pallacanestro Varese: 1998-99.
- Supercopa de Italia: 1

Pallacanestro Varese:1999.